# Olympic Coast National Marine Sanctuary
L’Olympic Coast National Marine Sanctuary, littéralement « Sanctuaire national marin de la côte Olympique », est un des quatorze sanctuaires marins des États-Unis. Situé au large de la péninsule Olympique à l'ouest de l'État de Washington, il protège une zone de 8 572 km2 appartenant à l'océan Pacifique.
Le sanctuaire existe depuis 1994. Il s'étend sur plus de 200 km entre le Cap Flattery au nord et l'embouchure de la Copalis River au sud. Sa largeur varie de 40 à environ 65 km. La zone marine abrite trois canyons marins (Nitinat Canyon, Quinault Canyon et Juan de Fuca Canyon). Le sanctuaire et le parc national Olympique ont une frontière commune au niveau des côtes sur environ 100 km ce qui en fait un important écosystème protégé aussi bien marin que terrestre.

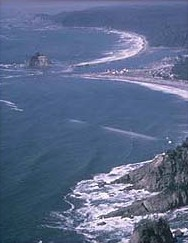
Olympic Coast National Marine Sanctuary